# Annibale Bozzuti
Annibale Bozzuti (Montecalvo Irpinio, 2 de fevereiro de 1521 - Chiace, 6 de outubro de 1565), foi um cardeal do século XVI.

## Biografia
Nasceu em Montecalvo Irpinio em 2 de fevereiro de 1521. De uma família nobre. Filho de Ludovico Bozzuti e Lucrezia Guindazzi, patrícia napolitana. Seu sobrenome também está listado como Bozzuto.
Obteve o doutorado em utroque iure , tanto em direito canônico quanto em direito civil.
Clérigo de Nápoles. Embaixador perante o Imperador Carlos V, 1547. Participativo apostólico protonotário no pontificado do Papa Paulo III. Prelado doméstico de Sua Santidade, 4 de junho de 1549. Pró-legado em Bolonha, 6 de junho de 1549; confirmado, 10 de fevereiro de 1550. Referendário dos Tribunais da Assinatura Apostólica da Justiça e da Graça. Governador de Borgo durante a vaga sé de 1550 e prefeito do conclave.
Eleito arcebispo de Avinhão em 15 de junho de 1551. Consagrado (nenhuma informação encontrada). Governador de Borgo durante a vaga sé de 1555 e prefeito do conclave. Clérigo da Câmara Apostólica, 28 de fevereiro de 1556; presidente no pontificado do Papa Paulo IV. Governador de Civitavecchia, 26 de janeiro de 1558. Renunciou ao governo da arquidiocese em 1562.
Criado cardeal sacerdote no consistório de 12 de março de 1565; recebeu o chapéu vermelho e o título de S. Silvestro in Capite, 15 de maio de 1565.
Morreu em Chiace 6 de outubro de 1565, às 23h, perto de Nápoles. Enterrado na catedral metropolitana de Nápoles. A notícia de sua morte chegou a Roma em 8 de outubro de 1565.